# Little Man
«Little Man» (с англ. — «Юноша, паренёк») — песня американского дуэта Сонни и Шер. Написана Сонни Боно в 1966 году. Песня не достигла большого успеха в США, однако покорила хит-парады ряда европейских стран (Швеции, Нидерландов, Норвегии, а также Фландрии). Была переведена на французский, итальянский, финский и ряд других языков; в англоязычном, переводном или инструментальном варианте она вошла в репертуар таких исполнителей, как Далида, Джеймс Ласт, Мильва, Юкки Куоппамяки и множества других музыкантов. Кроме того, на основе мелодии «Little Man» было создано несколько песен, в том числе и на русском языке, с далёким от исходного смыслом.

## История появления песни
В начале 1966 году Сонни и Шер выпустили свой третий студийный альбом The Wondrous World of Sonny & Cher. Однако эта пластинка оказалась менее успешной, нежели вышедший в 1965 году второй альбом Look at Us и не смогла подняться выше четвёртого десятка в американском хит-параде музыкальных альбомов. После успеха «I Got You Babe» в августе 1965 года не достигали вершин музыкальных хит-парадов и отдельные песни. Сонни Боно начинает писать песни для нового альбома и сочиняет «Little Man». В сентябре 1966 года «Little Man» в качестве сингла (на стороне «А») выходит на пластинке-миньоне одновременно в Северной Америке и в Великобритании: в США и Канаде релизёром выступила звукозаписывающая компания Atco Records, а на Британских островах — Atlantic Records.
В то время как в США песня достигла только двадцать первой строчки в национальном хит-параде, в Великобритании «Little Man» добилась большего успеха, заняв четвёртое место. Немаловажную роль в успешном европейском продвижении песни сыграло то обстоятельство, что Сонни и Шер в сентябре 1966 года отправились в гастрольный тур по Европе. Начал американский дуэт своё турне вокальной записью «Little Man» в Лондоне (инструментальная дорожка была привезена из Америки). Это привлекло внимание к песне, а гастроли по странам Европы вкупе с многочисленными выступлениями в телевизионном эфире за короткий срок принесли высокую популярность «Little Man» в континентальной Европе.

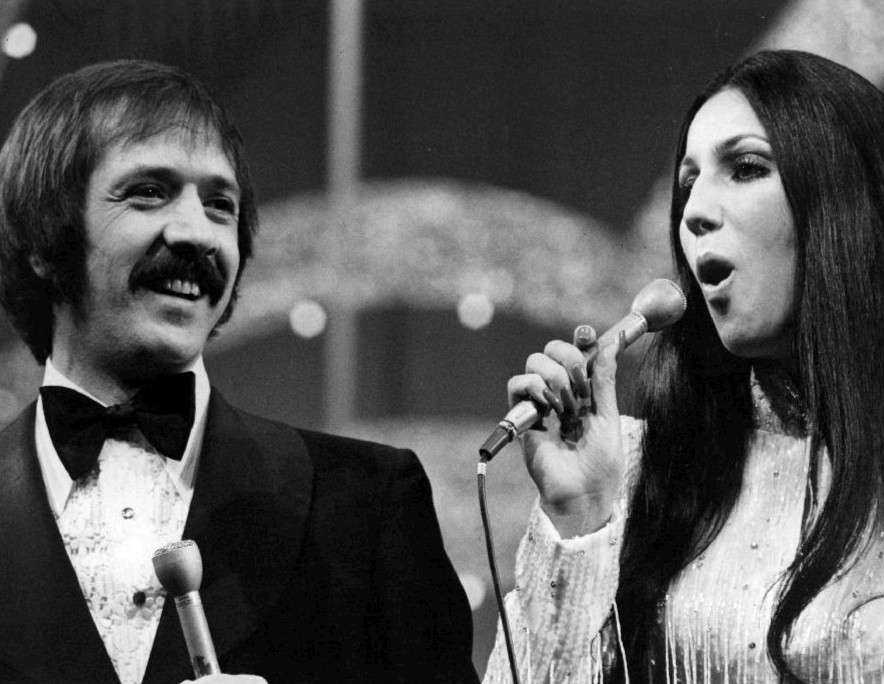
Сонни и Шер

В октябре 1966 года на Atco Records выходит мини-альбом, предназначенный для распространения во Франции. На стороне «А» пластинки были записаны две песни Сонни и Шер на французском языке, в том числе и «Petit homme» — перевод «Little Man», автором которого стал Мишель Тайтингер. На стороне «Б» этого миньона также была композиция «Little Man» — в англоязычном исполнении. Также во Франции компанией Atco Records был выпущен ещё и сингл, главной композицией которого была «Little Man». В связи с огромной популярностью песни осенью 1966 года были выпущены синглы в Нидерландах, Норвегии, Японии, Австралии и Швеции. Во время гастролей в Италии, Сонни и Шер исполнили свою песню на итальянском языке. Автором слов композиции, получившей название «Piccolo ragazzo», стал итальянский поэт-песенник Джулио Рапетти.

## В репертуаре других исполнителей
Первый куплет и припев
Little man, when you stand by my side
Then I know I don't have to hide from anyone
And I pray that we'll stay just that way
Till the day comes along when we catch the sun.
Припев
Little girl you're runnin'
Come catch my hand I'm near you
Little girl you're singin'
Come close to me I hear you
«Little Man» как в оригинальном, так и в переводном варианте сразу же вошла в репертуар множества исполнителей в разных странах мира. Англоязычную версию исполнял дуэт популярных финских исполнителей Anki и Danny, а также ряд менее известных исполнителей. Французскую версию песни — «Petit homme», — исполняла Далида, которая с этой композицией смогла достичь седьмого места во французском музыкальном хит-параде. Также «Petit homme» был в репертуаре североамериканской певицы Нанетт Уоркмэн. А Далида, кроме французской версии «Little Man», пела эту песню и на итальянском языке. «Piccolo ragazzo» также исполнялась итальянской группой Rogers, певицами Фьямметтой и Мильвой; Мильва с этой песней смогла достигнуть 15-й строчки итальянского хит-парада. Финская версия «Little Man» — «Pieni mies» — была в репертуаре певца Юкки Куоппамяки, победившего с ней на фестивале шлягера в Ростоке в 1971 году, и певицы Аниты Хирвонен. Румынский вариант — «Un Baiat» — исполнялся Маргаретой Пыслару.
Также родилось множество вольных переводов песни «Little Man», в которых была сохранена оригинальная мелодия, но текст нёс иную смысловую нагрузку. Например, в Болгарии появилась песня под названием «Малък принц», посвящённый одноимённому персонажу знаменитой сказки Антуана де Сент-Экзюпери. На сербском были записаны «Decak taj» (автор слов — Джордже Новкович) в исполнении Бисеры Велентанлич и «Da Si Tu», вошедшая в репертуар Радмилы Караклаич. На основе мелодии «Little Man» на немецком языке дуэтом Cindy & Bert была записана песня «Cäsar und Cleopatra» (Цезарь и Клеопатра), а певицей Берти Глокнер — композиция «Immer Nur Die Anderen». Во Франции музыкантом Эриком Сен-Лораном была исполнена песня «Les Enfants Qui Jouent», достигшая 85 позиции в национальном хит-параде.
Ряд музыкантов выпустили инструментальные версии «Little Man»; наиболее известны аранжировки Франка Пурселя, Джеймса Ласта, Раймона Лефевра, Клауса Вундерлиха.

### Исполнение в СССР
Знакомство широкой советской аудитории с произведением Сонни Боно произошло в 1969 году, когда в советский прокат вышел фильм «Влюблённые» производства студии «Узбекфильм». По сюжету главные герои знакомятся и танцуют под инструментальное исполнение композиции ресторанным ансамблем. Аналогичный эпизод был в фильме 1974 года «Анна и Командор» — главные герои танцуют под инструментальное исполнение в гостиничном ресторане. В 1972 году мелодию «Little Man» в обработке Джеймса Ласта использовал для аранжировки одного из своих номеров, записанного для телевидения, «Солнечный клоун» Олег Попов, а в 1973 году — дуэт пантомимистов Натальи и Олега Кирюшкиных. Инструментальная версия оркестра Франка Пурселя использовалась в девятом выпуске мультфильма «Ну, погоди!», в сцене, где Заяц и Волк готовятся фехтовать шпагами. В 1975 году песню «Поезд моей жизни» — на мелодию «Little Man», но с далёким от оригинала смыслом, — исполнил певец Владимир Степанов; позже она входила в репертуар ВИА «Весёлые ребята».

## Издания
Песня «Little Man» вошла в четвёртый студийный альбом Сонни и Шер In Case You're in Love, который увидел свет в 1967 году, причём стала первой на дорожке стороны «Б». Однако, первые записи композиции в виде синглов и мини-альбома увидели свет ещё осенью 1966 года.
| Название альбома                                   | Тип альбома | Страна                     | Звукозаписывающая компания, номер релиза | Год  |
| -------------------------------------------------- | ----------- | -------------------------- | ---------------------------------------- | ---- |
| «Little Man»/«Monday»                              | сингл       | США                        | Atco Records, 45-6440                    | 1966 |
| «Little Man»/«Monday»                              | сингл       | Великобритания/ Нидерланды | Atlantic Records, 584040                 | 1966 |
| «Little Man»/«Monday»                              | сингл       | Канада                     | Atco Records, 6440X                      | 1966 |
| «Little Man»/«Monday»                              | сингл       | Япония                     | Atlantic Records, JET 1723               | 1966 |
| «Little Man»/«Bring It On Home To Me»              | сингл       | Норвегия/ Швеция           | Atlantic Records, 70.181                 | 1966 |
| «Little Man»/«So Fine»                             | сингл       | Италия                     | Atlantic Records, 90179                  | 1966 |
| «Little Man»/«We’ll Sing In the Sunshine»          | сингл       | Аргентина                  | Atlantic Records, S-33-1623              | 1966 |
| «Little Man»/«Monday»                              | сингл       | Австралия                  | Atlantic Records, 1524                   | 1966 |
| «Petit Homme»/«Mais Tu Es à Moi»                   | сингл       | Канада                     | Atco Records, LF 117                     | 1966 |
| «Little Man»/«Summertime»                          | сингл       | Франция                    | Atco Records, 23                         | 1966 |
| «Petit Homme»/«Tell Him»/«Little Man»/«Summertime» | мини-альбом | Франция                    | Atco Records, 117                        | 1966 |
| In Case You're in Love                             | альбом      | США/ Великобритания        | Atlantic Records/Atco Records            | 1967 |

## Места в хит-парадах
«Little Man» покорил первые строчки музыкальных хит-парадов Норвегии, Нидерландов, Швеции и Фландрии. Французский вариант композиции — песня «Petit homme» — в исполнении Далиды достиг седьмой строчки национального хит-парада Франции. Другая французская песня — «Les Enfants Qui Jouent» — имевшая ту же мелодию, но отличная по смыслу, в исполнении Эрика Сен-Лорана отметилась на восемьдесят пятом месте французского музыкального хит-парада. «Piccolo ragazzo» — итальянская версия «Little Man» — в исполнении Мильвы достигла пятнадцатой строчки итальянского хит-парада.
| Наименование хит-парада | Страна         | Месяц дебюта в хит-параде | Нахождение в хит-параде (недель) | Наивысшее место | Дата попадания на первое место | Недель на первом месте |
| ----------------------- | -------------- | ------------------------- | -------------------------------- | --------------- | ------------------------------ | ---------------------- |
| Billboard Hot 100       | США            | октябрь 1966 года         | 7                                | 21              |                                |                        |
| RPM Top Singles         | Канада         | октябрь 1966 года         | 8                                | 6               |                                |                        |
| UK Singles Chart        | Великобритания | сентябрь 1966 года        | 10                               | 4               |                                |                        |
| VG-lista Top 10 Singles | Норвегия       | сентябрь 1966 года        | 15                               | 1               | 25 сентября 1966 года          | 6                      |
| Nederlandse Top 40      | Нидерланды     | октябрь 1966 года         | 16                               | 1               | 8 октября 1966 года            | 6                      |
| Kvällstoppen            | Швеция         | сентябрь 1966 года        | 10                               | 1               | 11 октября 1966 года           | 4                      |
| Tio i topp              | Швеция         | сентябрь 1966 года        | 7                                | 1               |                                |                        |
| New Zealand Listner     | Новая Зеландия | январь 1967 года          | 3                                | 9               |                                |                        |
| Australia Goset         | Австралия      | декабрь 1966 года         | 3                                | 23              |                                |                        |
| WKNR                    | США            | сентябрь 1966 года        | 3                                | 17              |                                |                        |

| Наименование хит-парада | Страна   | Месяц дебюта в хит-параде | Нахождение в хит-параде (месяцев) | Наивысшее место | Месяцев на первом месте |
| ----------------------- | -------- | ------------------------- | --------------------------------- | --------------- | ----------------------- |
| Хит-парад Фландрии      | Фландрия | октябрь 1966 года         | 3                                 | 1               | 1                       |
| German Top 20           | ФРГ      | январь 1967 года          | 4                                 | 2               |                         |